# El Morgan-veld
Het El Morgan-veld is een olieveld in de Golf van Suez voor de kust van Ra's Shuqayr in Egypte.

## Ontdekking
In 1963 verkreeg de Pan American UAR Oil Company, onderdeel van Amoco, een concessie voor olie-exploratie in de Golf van Suez. In 1964 werd begonnen met seismisch onderzoek en werden de eerste structurele magnetische anomalieën waargenomen. De eerste van deze anomalieën werd aangeduid als C en in januari 1965 werd hier een proefboring uitgevoerd. Deze olieput werd aanvankelijk aangeduid als El Tor No. 1 naar de vlakbij gelegen plaats El-Tor. Daarna werd het El Morgan No.1 naar het koraalrif daar.
Na de ontdekking werd de Gulf of Suez Petroleum Company (GUPCO) gevormd, een joint-venture van de Egyptian General Petroleum Corporation (EGPC) en de Pan American UAR Oil Company.
In 1966-68 werd opnieuw seismisch onderzoek uitgevoerd, nu door meting van anomalieën van de zwaartekracht. Hierbij werd een grote Bouguer-anomalie aangetroffen.

## Ontwikkeling
Brown & Root kreeg in 1965 de opdracht het veld te ontwikkelen en plaatste enkele productieplatforms en legde een pijpleiding naar Ra's Shuqayr. Daar werd een terminal gebouwd met een wooncomplex en een vliegveld. Vanaf de terminal werden weer pijpleidingen gelgd voor twee eenpunts-meersystemen (SBM's), een voor olietankers tot 100.000 dwt en een voor tankers tot 200.000 dwt.
In een tweede fase werden nog een aantal platforms geplaatst door Heerema met de Challenger.
Na de Zesdaagse Oorlog van 1967 bezette Israël de Sinaï en had de exploitatie van de olievelden daar overgenomen. Dit dreigde ook te gebeuren met El Morgan, maar dit bleef uiteindelijk onder Egypte vallen.